# Windows NT 4.0
Windows NT 4.0是微软开发的面向企业的Windows NT操作系统的主要版本之一。是Windows NT家族的第四套產品，為一個32位元的作業系統，於1996年7月31日發行給製造商（RTM），并于1996年8月24日发行零售版。分為工作站版（Workstation）、服务器版（Server）和嵌入式系统版（Embedded）。其圖形操作界面類似於Windows 95。
微软于2002年6月30日终止了对工作站版的主流支持，并于2004年6月30日终止了扩展支持；而服务器版主流支持于2002年12月31日终止，扩展支持于2004年12月31日终止。Windows 2000专业版和服务器版分别接替了这些版本。
Windows NT 4.0是用于Alpha、MIPS和PowerPC体系结构的最后一个Windows公开版本。尽管微软为让客户升级到Windows 2000和更新版本做了很多努力，但它仍然被许多企业使用了多年。
Windows NT 4.0是Windows NT家族中最后一个以“Windows NT”开头命名的的版本。

## 开发历史
微软在1995年5月26日发布过新界面的测试版“Shell Technology Preview”，并常以“NewShell”作非正式的代称。包括Windows GUI的任务栏和开始菜单。废弃了Windows 3.x程序管理器/文件管理器式界面，改用Windows Explorer式用户图形界面。该测试版的界面和Chicago（Windows 95开发代号）Beta 2阶段时的极为相似，但它的定位不过是测试版。Shell Technology Preview有第二个公开版“Shell Technology Preview Update or NewShell 2”，1995年8月提供给MSDN和CompuServe用户。Shell Technology Preview直到Windows NT 3.51发行时都没推出正式版。后来Shell Technology Preview与Windows NT代码合并为Shell Update Release项目，所以Shell Update Release是内置新界面的下一个主要Windows NT版本，于1996年7月作为Windows NT 4.0发布。

## 特色
Windows NT 4.0最引人注目的特點是其所有版本都使用Windows 95的使用者界面，包括Windows Shell、Windows资源管理器（Windows Explorer，當時被稱為Windows NT Explorer）、以及使用“我的”命名法（例如：我的文件、我的電腦）。
伺服器版本的Windows NT 4.0內建了網頁伺服器，IIS 2.0。並且直接支援Microsoft FrontPage（撰寫以及管理網站的一支應用程式）的外掛插件（plugins）以及延伸資源（extensions）。
此版本另一個重要的特色為針對網路應用程式提供了Microsoft Transaction Server，以及Microsoft Message Queuing (MSMQ)，提高了通訊能力。
而跟之前版本的明顯差異，即為Windows NT將Graphics Device Interface (GDI)整合進系統核心以提升圖形使用者介面（GUI）的效率，使得系統效能跟Windows NT 3.51相比有長足的進步，不過也使得圖形驅動程式也必須放在核心之中，造成潛在的穩定性問題。
Windows NT 4.0的缺點之一為不能支援Direct3D和USB，這兩項問題在Windows 2000及之後版本獲得了解決。也有第三方廠商開發的公用程式提供了Windows NT 4.0對於DirectX以及USB的支援。

## 与Windows 95的比较
Windows NT 4.0与Windows NT之前版本的和之后的版本一样，是一个完全32位的操作系统，而Windows 95是一个16/32位混合操作系统。
雖然穩定性高於Windows 95，然而從桌上型電腦的觀點來說，Windows NT 4.0的灵活性较低。系統穩定性大部分要歸功於將硬體資源虛擬化，軟體必須藉由系統的API以使用硬體資源，而不像DOS以及Windows 95（包括稍後的版本）時期直接由軟體進行控制的緣故。但穩定的代價就是利用API進行操作所需要的步驟遠比直接操作硬體資源多，因此造成硬體需求廣泛的程式（如：遊戲）執行上緩慢許多。
許多以Win32 API開發的程式可以在Windows 95以及Windows NT上執行，但當時的主流3D遊戲則因為NT 4.0對DirectX的支援有限而無法在Windows NT 4.0上面運作。
尽管比Windows 95晚了一年发布，但Windows NT 4.0默认情况下没有传统即插即用支持和设备管理器，这极大地简化了硬件驱动的安装（尽管以后可以安装有限的支持）。许多基本的DOS程序都可以运行，但图形DOS程序因其访问图形硬件的方式而无法运行。尽管 Windows NT 4.0引入了用于碎片整理的API，与Windows 95不同，没有内置的碎片整理程序。此外，Windows NT 4.0缺乏USB支持。
Windows NT 4.0在進行維護管理工作的時候，使用者界面比起Windows 95較為不友善，舉例而言，對於電腦的硬體沒有设备管理概述。
NT系列與9x系列的分界線直到Windows XP的推出之後才消失。那时，遊戲用的API（諸如OpenGL以及DirectX）已经足够成熟，並且加上硬體本身也有夠高的效能，才能夠以可接受的速度運行API。
Windows NT 4.0中支持的最大内存（RAM）为 4 GB，这是纯32位x86操作系统最大的理论值。相比之下，Windows 95无法在内存超过约480 MB的计算机上启动。
与以前的NT版本一样，4.0版可以在多个处理器架构上运行。然而，Windows 95只能在x86平台上运行。

## 版本

### 工作站版
- Windows NT 4.0工作站版（Workstation），設計目標為通用的商業桌面作業系統。以穩定的純32位元作業環境為宣傳，快速的在目標市場中獲得成功地位。

### 服务器版
- Windows NT 4.0服务器版（Server），發行於1996年，专为小型商业服务器系统而设计。[18]
- Windows NT 4.0服务器，企業版（Server, Enterprise Edition），發行於1997年，是首次在Windows伺服器版本的作業系統中冠上企業版名稱的系統。企業版伺服器专为高需求、高流量的网络而设计。
- Windows NT 4.0终端服务器版（Terminal Server Edition），發行於1998年，允許使用者遠端登入。同樣的功能在Windows 2000和更高版本的服务器版本中被称为終端服務。

Windows NT 4.0服务器版被包含于BackOffice Small Business Server套件的4.0以及4.5版本中。

### 嵌入式系统版
- Windows NT 4.0嵌入式系统版（Embedded），為針對特定裝置，例如自动售货机、ATM而設計的小型系統。

### 在特殊地区发行的版本
- Windows NT 4.0大中华版（Pan-Chinese），为针对香港市场需要同时处理简繁两种汉字而设计的操作系统，基于Windows NT 4.0简体中文工作站版开发，界面语言转换为英文，支持以GBK和Unicode代码页创建包含简体、繁体汉字字符的文档。

## 服务包
為了修正程序错误，微軟在Windows NT 4.0的產品生命週期中，曾經釋出7個服务包（Service Pack），包括服務更新包跟選擇更新包。
只有第一个服务包可用于MIPS架构，Service Pack 2是PowerPC架构的最终版本。最后一个完整的服务包是Service Pack 6a (SP6a)。
| 軟體版本                    | 發行日         |
| --------------------------- | -------------- |
| 釋出給製造商（RTM）         | 1996年7月29日  |
| 一般釋出                    | 1996年8月24日  |
| Service Pack 1              | 1996年10月16日 |
| Service Pack 2              | 1996年12月14日 |
| Service Pack 3              | 1997年5月15日  |
| Service Pack 4              | 1998年10月25日 |
| Service Pack 5              | 1999年5月4日   |
| Service Pack 6              | 1999年11月22日 |
| Service Pack 6a             | 1999年11月30日 |
| Service Pack 6a後安全性更新 | 2001年7月26日  |

SP7原本預定在2001年初期釋出，但是卻成為SP6a後安全更新（Post SP6a Security Rollup），而不是一個完整的服务包。
除了错误修复之外，服务包还添加了许多新功能。包括新版本的IIS 3.0和4.0，增加Active Server Pages、公鑰以及憑證授權功能、智慧卡（Smart Card）支援、強化對稱多處理機（SMP）的可扩展性，叢集支援、以及組件對象模型（COM）支援、以及其他等等。

## 安全性
微软于2004年6月30日停止为Windows NT 4.0工作站提供安全更新，并于2004年12月31日停止为Windows NT 4.0服务器提供安全更新，原因包括微软安全公告MS03-010 （页面存档备份，存于）在内的重大安全漏洞，据微软称，如果不改变操作系统核心，则无法修补重大安全漏洞。根据安全公告，「基於Windows NT 4.0和Windows 2000一些基本上的差異，為了修正此錯誤而重新編譯Windows NT 4.0是不可能的，因為這需要重新建置大部分Windows NT 4.0的作業系統，而不是僅僅修改受影響的的RPC元件，這種規模的系統更新將不能保證原本為了Windows NT 4.0設計的程式能夠繼續在更新過的系統上運作。」
作為替代方案，微軟建議Windows NT 4.0使用者以安裝防火牆阻擋連接埠135以保護他們的NT 4.0系統。

## 外部連結
- Windows NT Workstation 4.0 Official Product Page
- Windows NT Server 4.0 Official Product Page
- Screen shots of Windows NT 4.0 Workstation （页面存档备份，存于）
- Guidebook: Windows NT 4.0 Gallery （页面存档备份，存于） – A website dedicated to preserving and showcasing Graphical User Interfaces
- HPC:Factor Windows NT 4.0 Workstation Patches & Updates Guide
- HPC:Factor Windows NT 4.0 Server Patches & Updates Guide[]
- Windows NT 4.0 Reference Material （页面存档备份，存于）
- Windows NT 4 server轉移到Windows 2008 server R2 (Migration)